# Bunga Mas (Buay Sandang Aji)
Bunga Mas is een bestuurslaag in het regentschap Ogan Komering Ulu Selatan van de provincie Zuid-Sumatra, Indonesië. Bunga Mas telt 617 inwoners (volkstelling 2010).